# Federação Mundial Batista do Sétimo Dia
A Federação Mundial Batista do Sétimo Dia (em inglês: Seventh Day Baptist World Federation) é uma federação que se alinha às doutrinas batistas e que confessa a observância e repouso do sétimo dia da semana (o sábado).
Instituída em 1965, a visão e o lema dos seus fundadores foram "União batista do sétimo dia em Cristo e um vigoroso testemunho em todo o mundo". Possui uma declaração de fé estabelecida em 1992 e uma constituição que norteia suas ações.
Os objetivos da federação essencialmente permanece os mesmos desde seu início e são apresentados na constituição, entre eles estão: Fornecer maior comunicação entre o os grupos batistas do sétimo dia no mundo; promover projetos de mútuo interesse que se beneficiará de cooperação internacional; e estimular o companheirismo entre cristãos batistas do sétimo dia.
Os maiores projetos sustentados pela federação incluem financiamento de viagens para missões evangelísticas dentro ou entre países, programas de educação de liderança, envio de representantes para incentivar o crescimento do trabalho em novos locais existentes e ajudas humanitárias.
A federação constitui-se de organizações como conferências, convenções e grupos batistas do sétimo dia em todo o mundo que cooperam no propósito da federação. Atualmente, reúne associados de todos os continentes que há população permanente e em 20 países, sendo eles: África do Sul, Austrália, Brasil, Burundi, Canadá, Estados Unidos, Filipinas, Guiana, Índia, Jamaica, Malawi, Nigéria, Nova Zelândia, Países Baixos, Polônia, Quênia, Reino Unido, Ruanda, Uganda e Zâmbia.

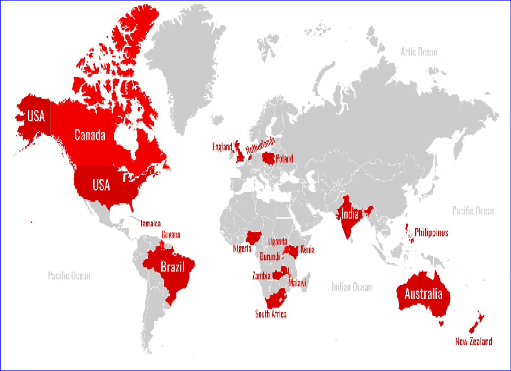
Mapa-múndi destacando países com conferências da Federação Mundial Batista do Sétimo Dia

Por sua abrangência internacional e intercontinental, a federação tem contribuído para a aproximação de indivíduos com o mesmo propósito e crenças, e união de conferências na contribuição em ajuda humanitária em locais com necessidades básicas de vida e com riscos a saúde, fazendo da mesma uma instituição importante na assistência emergencial e sequencial dos povos.
Cada organização tem um determinado número de representantes na federação, conforme o seu tamanho. A Federação Mundial Batista do Sétimo Dia é conduzida por dirigentes eleitos ou nomeados que executam diferentes funções dentro da federação e se reúnem de tempos em tempos para discutir temas de interesse do momento. Todos os dirigentes trabalham voluntariamente com apenas algumas despesas pagas.

## História
Em 1964 dois batistas do sétimo dia, Everett Harris dos Estados Unidos e Gerben Zijlstra dos Países Baixos cogitaram uma associação e aproximação dos batistas do sétimo dia no mundo todo. Então enviaram convites a representantes de conferências batistas do sétimo dia de sete países para se reunirem em Salem, Virgínia Ocidental - EUA entre 12 e 16 de agosto de 1964 para propor a desejada associação. Nessa reunião, foi discutido a cooperação e esforço missionário a nível global, o resultado foi a elaboração de uma constituição que posteriormente fosse submetida a cada conferência nacional interessada no ingresso da nova federação.

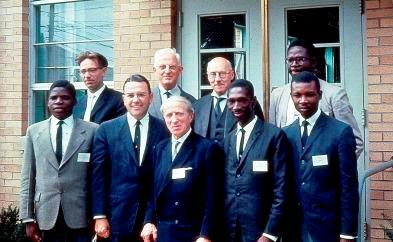
Representantes internacionais na reunião em Salem - 1964

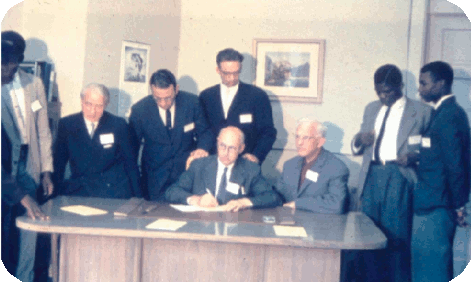
Representantes internacionais assinando proposta de constituição para fundação da federação

No final de 1965, diversas conferências nacionais assinaram a constituição e portanto, estabelecida a Federação Mundial Batista do Sétimo Dia. Os membros fundadores foram conferências da Alemanha, Birmânia (atual Myanmar), Brasil, Estados Unidos, Guiana, Jamaica, Malawi, México, Nova Zelândia, Países Baixos e Reino Unido. Logo foi preparada uma votação e foram eleitos os primeiros dirigentes: Loren G. Osborn (EUA) como presidente; Otrain B. Manani (Malawi) e Joseph A. Samuels (Jamaica) como vice-presidentes; e Alton L. Wheeler (EUA) como secretário geral.
A partir de então, são realizadas de tempos em tempos reuniões para discutir projetos, ações e outros assuntos pertinentes a federação. Essas reuniões tem a presença dos representantes das conferências, quando é possível a presença de todos eles. Até 2020 foram realizadas oito reuniões:
A primeira reunião ocorreu em Westerly - Estados Unidos em 1971, foi discutido diversos assuntos principalmente questões missionárias. Membros da Índia também participaram pois aderiram à federação em 1969.
A segunda reunião aconteceu em Alfred, Nova Iorque - Estados Unidos em 1978, foi discorrido sobre um programa para estabelecer contato entre igrejas batistas do sétimo dia espalhadas; construção de igrejas na Birmânia (atual Myanmar), Reino Unido, Malawi e África do Sul; dentre outros assuntos.
A terceira reunião ocorreu novamente em Westerly - Estados Unidos em 1986, pela primeira vez todos os representantes puderam participar da reunião, estando 18 países representados e também representantes de congregações da extinta Checoslováquia e do Paraguai. O destaque dessa reunião foi a abertura de um comitê internacional para trazer um esboço de declaração de crenças para as próximas reuniões.
Já a quarta reunião foi realizada em Auckland - Nova Zelândia em 1992. Nela foi estabelecida uma meta orçamentária e aceita a Declaração de Crença da Federação Mundial Batista do Sétimo Dia, foram feitas discussões sobre Deus, Jesus, Espírito Santo, a bíblia, os dez mandamentos, pecado e salvação, vida eterna, igreja, batismo, ceia do Senhor, sábado, evangelismo e política. A declaração não foi alterada desde então.
Na quinta reunião ocorrida na Jamaica em 1997, um tema bastante importante foi a juventude, muitas conferências relatavam mudança na média da faixa etária: pastores mais jovens, líderes mais jovens, conferências mais jovens e mais interesse geral por parte dos irmãos jovens.
Em 2003 ocorreu a sexta reunião aconteceu em Bocaiúva do Sul - Brasil, foi discutido o fortalecimento da interação entre o comitê executivo e o papel dos vice-presidentes regionais. Projetos de educação e pedidos de serviço temporário de irmãos de um país no outro, especialmente para professores de crenças, história, inglês e política da federação também foram temas de apreciação.
A sétima reunião aconteceu em Wisconsin - Estados Unidos em 2008, nessa reunião teve uma avaliação sobre as dificuldades e custos das viagens pelo mundo para as reuniões, portanto, houve um treinamento em comunicação por computador e discussões sobre fornecimentos de equipamentos de informática necessários para a comunicação pela internet entre os dirigentes e realização de reuniões remotas menores. Nesta sétima reunião foi compartilhada a notícia que as igrejas batistas do sétimo dia do México e Myanmar e parte das igrejas na Índia (mais especificamente na região de Kerala) decidiram "não cooperar com os propósitos da federação" e se desligaram voluntariamente da Federação Mundial Batista do Sétimo Dia, a notícia foi recebida com grande tristeza pelos membros da federação, porém foi recebida com alegria a notícia de associação de três novas conferências situadas em Burundi, Quênia e Zâmbia. Representantes se comprometeram também a aumentar esforços na arrecadação de recursos financeiros, desafiando cada conferência a oferecer 10% de sua renda para os trabalhos da federação.
Já a oitava reunião foi realizada em Curitiba - Brasil no ano de 2017, dentre os assuntos discutidos, estavam o de encorajamento para mais cooperação regional entre as conferências e projetos para atender as necessidades de treinamento de lideranças. Também houve a aprovação da conferência da Ruanda na federação e a aprovação para a realização da próxima reunião em 2023 nos Estados Unidos.

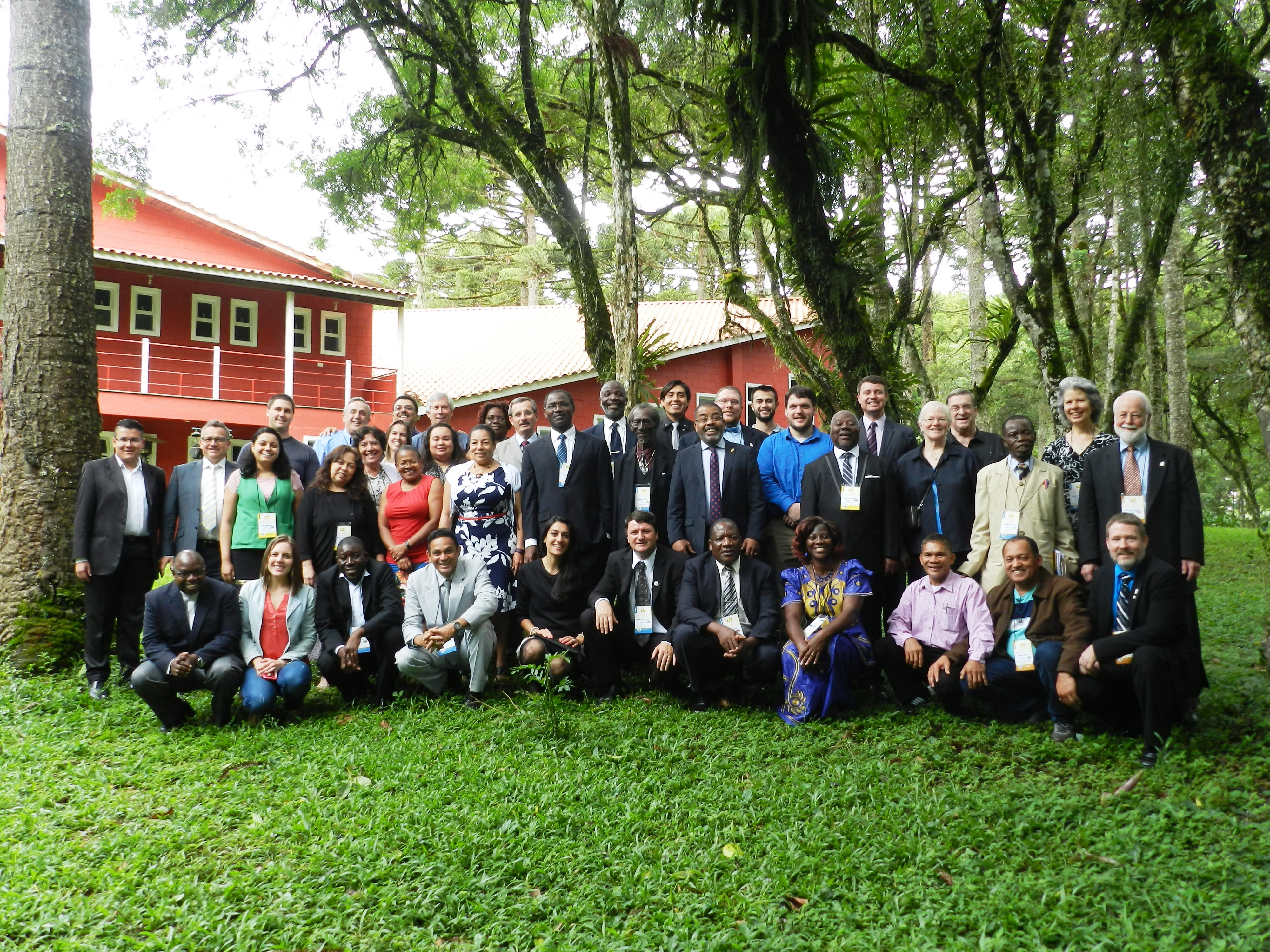
Representantes das conferências na 8ª reunião no Brasil - 2017

## Declaração de Fé
Os batistas do sétimo dia consideram a liberdade de pensamento sob a orientação das Escrituras e do Espírito Santo como fundamental para a fé e prática cristã. Por isso, encorajam o estudo desimpedido e a discussão da Bíblia. Defendem a liberdade de consciência do indivíduo ao obedecer e buscar compreender à vontade de Deus. Por isto, os mesmo não têm um credo obrigatório. A declaração não pretende ser exaustiva por eles, mas é uma expressão de sua crença uniforme, que procede de seu entendimento da Bíblia.
A Declaração de Fé professada aborda concepções sobre Deus; Jesus; Espírito Santo; a Bíblia, como autoridade final; Os Dez Mandamentos, como código moral para a humanidade confirmado posteriormente por Jesus; Pecado e Salvação; Vida eterna, concedida quando alguém aceita a salvação Nele; Igreja; Batismo, por imersão sendo símbolo da morte para o pecado e nova vida em Cristo; Ceia do Senhor; o Sábado, instituído por Deus na criação, confirmado nos Dez Mandamentos e reafirmado por Jesus e apóstolos; e concepções sobre o Evangelismo como comissionou Jesus aos cristãos para pregar a todas pessoas no mundo. Para tanto, a Declaração de Fé cita diversos trechos do Antigo Testamento e Novo Testamento para apoiar seu entendimento e concepções.

## Constituição
A constituição foi estabelecida desde o início da federação e obteve emendas ao passar dos tempos. Alguns pontos da constituição são:
Artigo II. Autoridade - A Federação não terá autoridade sobre nenhum de seus membros.
Artigo IV. Filiação - Seção 1. A associação consistirá daqueles batistas do sétimo dia conferências/convenções ou grupos em todas as partes do mundo que cooperam no propósito desta Federação. Seção 2. Uma conferência/convenção ou grupo Batista do Sétimo Dia pode candidatar-se a membro da Federação através do escritório do Secretário Geral, que pedirá credenciais, incluindo sua declaração de fé, e informação básica. O Comitê Executivo deve examinar os materiais informativos e se julgar sensato, autorizar a emissão de uma cédula aos representantes da federação. Uma maioria de dois terços de votos positivos é preciso para que a conferência/convenção ou grupo seja recebido como membro.
Artigo V. Representação - A representação deve ser um representante para cada organização membro mais um representante para cada mil membros da igreja ou fração disto; entretanto, o número total de representantes de um único membro não deve ser igual a mais que um quarto (1/4) do número total de representantes da federação. O presidente da federação é considerado um representante geral.
Artigo VI. Oficiais - Seção 1. Os dirigentes serão: presidente, vice-presidentes, secretário de registro, tesoureiro e secretário geral eleitos em reunião.
Artigo VIII. Reuniões - Seção 1. Sessões da Federação serão realizadas a cada cinco anos ou como organizado pelo Comitê Executivo em consulta com membros.
Artigo IX. Finanças - Seção 1. Os membros da Federação devem ser encorajados a financiar o trabalho da federação com fundos ofertados anualmente conforme Deus lhes conceda.